# Дудаев, Леча Бекмурзаевич
Леча Бекмурзаевич Дудаев (31 января 1961, Грозный, Чечено-Ингушская АССР, РСФСР, СССР — 31 января 2000, Грозный, Чечня, Россия) — чеченский военный и политический деятель, полковник национальной армии Ичкерии, единственный мэр Грозного в период ЧРИ. Командир спецподразделения «Дуки» ВС ЧРИ. Погиб в 2000 году, подорвавшись на мине во время выхода из Грозного через минное поле. Награждëн орденом ЧРИ «Меч Газавата».

## Биография
Родился в 1961 году в Грозном.
В 1978 году окончил среднюю школу. Затем поступил на работу в инженерный отдел ГрозНИИ нефти и газа. Без отрыва от производства окончил техникум в городе Орджоникидзе, работал начальником цеха на предприятиях местной промышленности Чечено-Ингушетии. Заочно окончил механический факультет Грозненского нефтяного института по специальности «инженер-механик».
После избрания Джохара Дудаева президентом был его личным телохранителем.
Мэр Грозного с мая 1996 по 30 января 2000 года. Полковник ВС ЧРИ. Кавалер ордена «Меч Газавата». В начале второй чеченской войны командовал спецподразделением «Дуки́». Сын Бекмурзы Дудаева, родного брата Джохара Дудаева.
Участвовал в обеих чеченских войнах, в том числе в августовском и новогоднем штурмах Грозного.
В межвоенный период активно занимался хищением нефти.
31 января (по другим данным — 1 февраля) 2000 года подорвался на мине при отходе из Грозного через минные поля.